# Margareta av Tyrolen

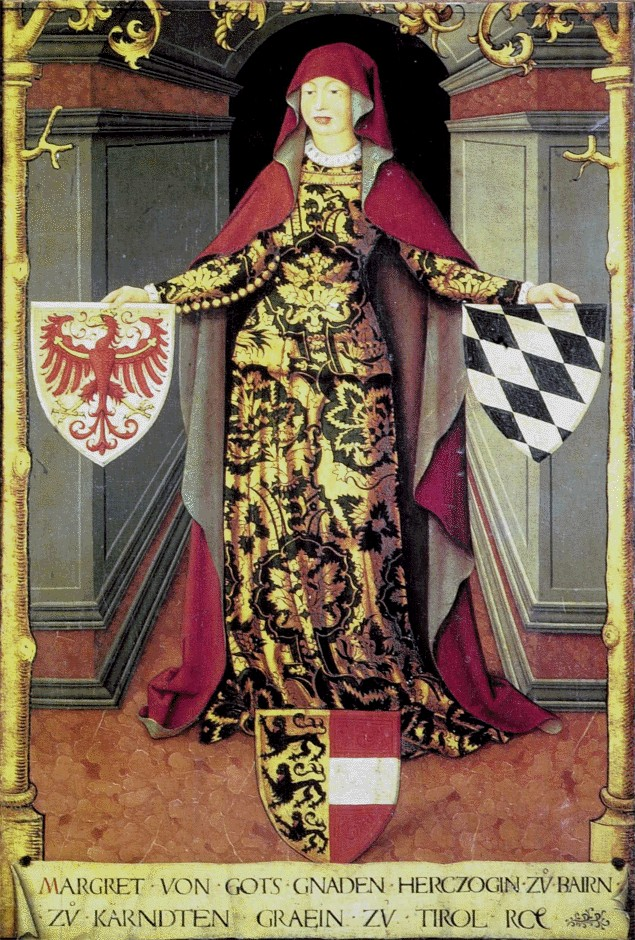
Margarete Maultasch med Tyrolens, Bayerns och Kärnten vapen.

Margarete av Tyrolen, även känd under sitt öknamn Margarete Maultasch, född 1318, död 1369, var en regerande grevinna av Tyrolen från 1335 till 1363. Hon var även hertiginna av Bayern genom äktenskap. 

## Biografi
Margarete var det enda barnet till Henrik av Gorizia-Tyrolen, hertig av Kärnten och greve av Tyrolen, och Adelaide av Braunschweig-Lüneburg. Eftersom fadern saknade söner, kom han år 1330 överens med Ludvig IV (tysk-romersk kejsare) om att Margarete skulle efterträda honom som hertig av Kärnten och greve av Tyrolen. Samma år som hon förklarades för sin fars tronarvinge giftes hon bort med Johan Henrik av Luxemburg, bror till Karl IV (tysk-romersk kejsare). 

### Regeringstid
Vid hennes fars död 1335 svek Ludvig IV avtalet med hennes far och gav bort hertigdömet Kärnten till hertig Albert II av Österrike, men Margarete kunde dock genom att utnyttja makens familjekontakter efterträda fadern i grevedömet Tyrolen. 
Paret regerade gemensamt, men Margaretes make blev impopulär med sitt omogna och högdragna sätt, och år 1341 lät Margarete utvisa honom med stöd från den tyrolska adeln. 
Hon undvek repressalier från makens familj genom att sluta en allians med Ludvig IV, och 1342 gifte hon sig med Ludvig IV:s son, hertig Ludvig V av Bayern, och förklarade honom för medregent. Vigseln hade skett utan en föregående skilsmässa, och hennes andre make Ludvig V förklarade i stället själv hennes första äktenskap för ogiltigt. Detta ledde till att paret exkommunikerades av påven Clemens VI samma år. Inom den kyrkliga propagandan fick Margarete tillnamnet Maultasch ("säckmun"), vilket betyder "hora". År 1347 belägrades slottet Tyrol förgäves av kejsar Karl IV. 
Vid hennes son Meinhard III:s äktenskap med Margareta av Österrike 1359 löstes Margarete och Ludvig från bannet av påven Innocentius VI. Vid makens död 1361 blev sonen hennes medregent, men då han dog barnlös 1363 saknade hon arvingar. Tyrolen invaderades då av Stefan II av Bayern-Landshut, som erövrade Bayern och även gjorde anspråk på Tyrolen. Margarete överlät då äganderätten över Tyrolen på sin sons före detta svåger Rudolf IV av Österrike. Hon avled i exil i Wien.